# Stefan Jarociński
Stefan Jarociński (ur. 16 sierpnia 1912 w Wielątkach k. Pułtuska, zm. 8 maja 1980 w Warszawie) – polski muzykolog, krytyk i publicysta muzyczny.

## Życiorys
Urodził się w ziemiańskiej rodzinie Witolda (1882–1960) i Anny z Zalewskich (1888–1912). Był uczniem Państwowego Gimnazjum im. Stefana Batorego w Warszawie. W latach 1934–1939 studiował prawo na Uniwersytecie Warszawskim oraz równolegle (od 1937) historię muzyki prowadzoną przez J. Pulikowskiego.
Uczestniczył w kampanii wrześniowej w 1939 r. (obrona twierdzy Modlin), po której dostał się do niewoli niemieckiej i do końca wojny przebywał w Oflagu VII A Murnau. W obozie samodzielnie starał się kontynuować przerwane studia muzykologiczne (wspierany korespondencyjnie przez prof. L. Bronarskiego z Fryburga), a także prowadził odczyty z historii muzyki i redagował muzyczną gazetkę obozową.
Po wyzwoleniu obozu przez VII Armię amerykańską dostał się do Paryża, gdzie od 1945 do 1947 studiował filozofię i socjologię na Sorbonie (u P.M. Massona). Równocześnie znalazł się w kręgu muzycznym Nadii Boulanger i odbywał zajęcia muzyczne z wybitnym kompozytorem polskim Michałem Spisakiem. W Paryżu poznał też Michalinę z d. Nawrocką (1916–1967), z którą ożenił się po powrocie do kraju w 1947 r.
W 1950 r. związał się z Państwowym Instytutem Sztuki (od 1951 Instytut Sztuki PAN), kierując od 1968 Zakładem Historii i Teorii Muzyki. Doktoryzował się w 1964 pracą Debussy a impresjonizm i symbolizm, która stała się klasyczną pozycją światowej muzykologii. W 1978 r. na podstawie rozprawy Ideologie romantyczne w muzyce i kulturze uzyskał stopień doktora habilitowanego. Jego spuścizna publicystyczna jest bardzo bogata – oprócz 10 książek i monografii obejmuje dziesiątki artykułów, esejów, prac popularnonaukowych, recenzji itp. Współredagował kilka czasopism kulturalnych polskich i zagranicznych – m.in. Res Facta. W styczniu 1976 roku podpisał list protestacyjny do Komisji Nadzwyczajnej Sejmu PRL przeciwko zmianom w Konstytucji Polskiej Rzeczypospolitej Ludowej. W 1978 otrzymał Doroczną Nagrodę Związku Kompozytorów Polskich.
Był ceniony i podziwiany, a także lubiany i towarzyski: w kręgu przyjaciół i znajomych przewijających się przez mieszkanie w Milanówku, a potem w Warszawie, znajdowało się wielu artystów i intelektualistów z Polski i innych krajów, m.in. kompozytor Witold Lutosławski, krytyk Michał Bristiger, astronom Włodzimierz Zonn, pisarz Stanisław Dygat, artystka Kalina Jędrusik, architekt Jerzy Pytowski i jego żona – tłumaczka Zofia Jaremko-Pytowska, muzykolog i edytor Mieczysław Tomaszewski, filozof Leszek Kołakowski, kompozytor Luigi Nono, kompozytor i polityk Vytautas Landsbergis, architekt Jerzy Sołtan, muzykolog i kompozytor Józef Patkowski, filozof Stanisław Cichowicz.

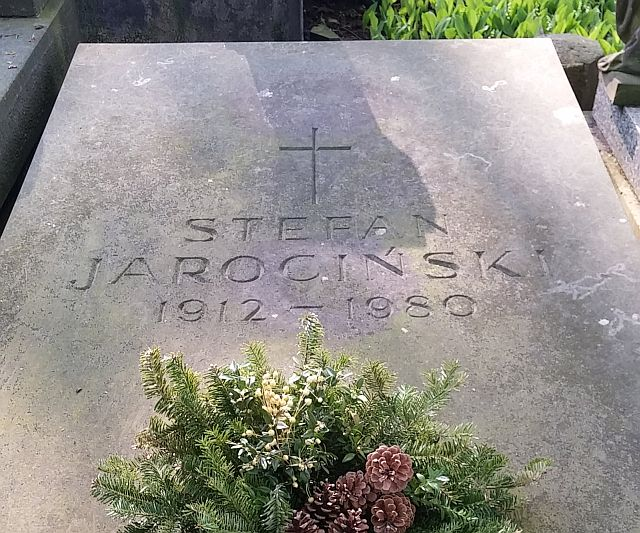
Grób Stefana Jarocińskiego na cmentarzu Powązkowskim

Witold Lutosławski tak go wspominał w rozmowie z Elżbietą Markowską w r. 1981: „Ze Stefanem Jarocińskim łączyły mnie więzy bardzo ścisłej, gorącej przyjaźni. Mojej muzyce poświęcił sporo czasu, projektował wydanie książki na temat moich utworów i zaczął nawet w swoim czasie przygotowywać do niej materiały. (…) Muszę powiedzieć, że to, co mówił i to, w jaki sposób mówił oraz reagował na moje utwory usłyszane po raz pierwszy, było dla mnie sprawą wielkiej wagi. Także wspólne zamiłowania i gusty muzyczne. Już sam fakt, że Stefan tak wiele czasu swojego życia poświęcił Debussy’emu sprawiał, że w specjalny sposób był mi bliski, ponieważ w moim osobistym życiu Debussy również odegrał bardzo ważną rolę. (…) Jeżeli chodzi natomiast o twórczość Jarocińskiego, a specjalnie o tę, która związana jest z Debussy’m, muszę powiedzieć, że byłem również bardzo gorliwym jej czytelnikiem. (…) Po śmierci Stefana postanowiłem uczcić Jego pamięć, pisząc utwór poświęcony Jego Osobie.”
Zmarł w Warszawie, pochowany na cmentarzu Powązkowskim (kwatera 1-3-10).

## Publikacje książkowe (wybór)
- Mozart (PWM 1954; wiele wznowień)
- Antologia polskiej krytyki muzycznej XIX i XX w. (PWM 1955)
- Orfeusz na rozdrożu: Eseje o muzyce i muzykach XX wieku (PWM 1958, trzy wznowienia)
- Debussy a impresjonizm i symbolizm (PWM 1966; wiele wznowień i tłumaczeń m.in. na jęz. włoski, rosyjski, francuski, angielski, słowacki, japoński)
- Debussy: Kronika życia, dzieła, epoki (PWM 1972)
- Ideologie romantyczne (PWM 1979)

## Ordery i odznaczenia
- Krzyż Kawalerski Orderu Odrodzenia Polski (1966)[7]
- Złoty Krzyż Zasługi (11 lipca 1955)[8]
- Złota Odznaka Stowarzyszenia Polskich Artystów Muzyków (1967)[9]